# محمد شمس الدين
محمد شمس الدين (حوالي 1339 م وما بعدها) كان أميرًا إنجويًّا على فارس لمدة شهر. كان ابن مؤسس السلالة شرف الدين محمود شاه.
وبعد وفاة والده محمود ( 1336 م)، لم يمض وقت طويل حتى اندلع الصراع بين الأخوين مسعود شاه جلال الدين وغياث الدين خاي خسرو. وقد ساند محمد الأخير، الذي هُزم في عام 1338م. قام المنتصر مسعود بسجن الأخوين المهزومين في قلعة صفيد (في فارس). تُوفي غياث الدين ( 1338 ) ولكن محمدًا استطاع الفرار وذهب إلى أصفهان، وهي أيضًا جزء من حكومة فارس، حيث رُحب فيه.
عيّن حسن كوجوك - من أجل استعادة بعض المحافظات لما اعتبره الحكومة المركزية المتمركزة في تبريز - ابن عمه بير حسين بن أمير محمود بن أمير جوبان حاكمًا في شيراز (فارس) (سنة 1338 م). وفي عام 1339 تحالف بير حسين مع الهارب محمد شمس الدين ونجحت قوات الرجلين معًا في هزيمة مسعود في سروستان، على بعد حوالي 120 كيلومترًا جنوب شرق شيراز. ودخل المنتصران شيراز وهرب مسعود إلى لورستان.
بعد شهر من الحكم المشترك، قتل بير حسين محمدًا، وأصبح وحيدًا في الحكومة.